# Квинт Гортензий Гортал (претор)
Квинт Горте́нзий Горта́л (лат. Quintus Hortensius Hortalus; погиб в октябре 42 года до н. э. под Филиппами, Македония, Римская республика) — римский военачальник и политический деятель из плебейского рода Гортензиев, претор около 45 года до н. э. В гражданских войнах 40-х годов до н. э. сражался на стороне Гая Юлия Цезаря, после его гибели перешёл на сторону республиканцев.

## Происхождение
Представители плебейского рода Гортензиев упоминаются в источниках, начиная по крайней мере с III века до н. э. Дед Квинта Гортензия, Луций, поднялся в своей карьере как минимум до претуры. Отец, Квинт, стал консулом 69 года до н. э. и одним из двух лучших ораторов эпохи — наряду с Марком Туллием Цицероном. По матери Квинт-младший был внуком Квинта Лутация Катула и правнуком Квинта Сервилия Цепиона, консула 140 года до н. э.
Сестра Квинта могла быть приёмной матерью Марка Юния Брута.

## Биография
Первые упоминания о Квинте Гортензии в сохранившихся источниках относятся к концу 50-х годов до н. э., когда он был ещё совсем молодым человеком. Гортал вёл беспутную жизнь и из-за этого был в плохих отношениях с отцом. Последний, защищая в 51 году до н. э. в суде племянника, Марка Валерия Мессалу Корвина, сказал в своей речи, что в случае обвинительного приговора у него останутся только внуки. Публика сделала из этого вывод, что Квинт-старший намерен лишить сына наследства; впрочем, если такие планы и были, они остались нереализованными. В начале 50 года до н. э. Квинт находился в Азии, в городе Лаодикея. Там он встретился с Цицероном. Последний плохо к нему относился, но из уважения к его отцу всё-таки пригласил Квинта на обед и согласился вместе проделать путь от Афин до Рима. Горталу пришлось вернуться в родной город раньше из-за известий о смерти отца (лето 50 года до н. э.).
В 49 году до н. э., когда конфликт между Гаем Юлием Цезарем и Гнеем Помпеем «Великим» перерос в гражданскую войну, Квинт Гортензий встал на сторону Цезаря. По данным Плутарха, он командовал отрядом, который в самом начале войны занял Аримин, но другие источники его не упоминают. Перед отъездом в Испанию в апреле 49 года до н. э. Цезарь назначил Гортала командиром флота, который должен был защищать Италию со стороны Тирренского моря. Когда цезарианский наместник Иллирика Гай Антоний был окружён врагом на острове Курикта в Адриатике, Квинт Гортензий пришёл ему на помощь, но потерпел неудачу, и Антоний вскоре капитулировал.
Несмотря на это поражение Гортал получил от Цезаря претуру — предположительно, на 45 год до н. э. В 44 году он управлял Македонией с полномочиями проконсула. В это время началась очередная гражданская война между сторонниками убитого Цезаря и республиканцами; в конце года от Квинта потребовали передачи провинции представители обеих враждующих сторон — Гай Антоний и Марк Юний Брут соответственно. Гортал подчинился Бруту и этим заслужил похвалы от сената и Цицерона (февраль 43 года до н. э.). Его полномочия в Македонии как подчинённого Брута были продлены.
По приказу Брута, Квинт Гортензий казнил попавшего в плен Гая Антония. Это событие сыграло трагическую роль в его судьбе: когда республиканцы потерпели полное поражение при Филиппах осенью 42 года до н. э., Гортал сам оказался в плену и был тут же убит по приказу брата Гая — Марка. Эпитоматор Тита Ливия и Веллей Патеркул только упоминают его гибель, а Плутарх рассказывает, что Гортал был заколот на могиле Гая.

## Семья
Квинт Гортензий был женат и имел детей ещё при жизни отца, к 51 году до н. э. Одним из его сыновей был Гортензий Корбион, которого источники упоминают как недостойного представителя славного рода; другим мог быть Марк Гортал, просивший в 16 году н. э. императора Тиберия о финансовой помощи. Впрочем, согласно альтернативной гипотезе, Марк приходился Квинту не сыном, а племянником.